# Скотленд (Вірджинія)
Скотленд (англ. Scotland) — переписна місцевість (CDP) в США, в окрузі Саррі штату Вірджинія. Населення — 153 особи (2020).

## Географія
Скотленд розташований за координатами 37°10′52″ пн. ш. 76°47′47″ зх. д. / 37.18111° пн. ш. 76.79639° зх. д. (37.181078, -76.796501).  За даними Бюро перепису населення США в 2010 році переписна місцевість мала площу 2,35 км², уся площа — суходіл.

## Демографія
Згідно з переписом 2010 року, у переписній місцевості мешкали 203 особи в 88 домогосподарствах у складі 54 родин. Густота населення становила 87 осіб/км².  Було 155 помешкань (66/км²).
Расовий склад населення:
| - 64,5 % — білих - 33,5 % — чорних або афроамериканців |

До двох чи більше рас належало 2,0 %. Частка іспаномовних становила 0,5 % від усіх жителів.
За віковим діапазоном населення розподілялося таким чином: 19,2 % — особи молодші 18 років, 63,1 % — особи у віці 18—64 років, 17,7 % — особи у віці 65 років та старші. Медіана віку мешканця становила 45,6 року. На 100 осіб жіночої статі у переписній місцевості припадало 99,0 чоловіків;  на 100 жінок у віці від 18 років та старших — 97,6 чоловіків також старших 18 років.
Цивільне працевлаштоване населення становило 58 осіб. Основні галузі зайнятості: будівництво — 44,8 %, публічна адміністрація — 27,6 %, роздрібна торгівля — 13,8 %, науковці, спеціалісти, менеджери — 13,8 %.